# Zingiber mellis
Zingiber mellis là một loài thực vật có hoa trong họ Gừng. Loài này được Jana Leong-Škorničková, Trần Hữu Đăng và Otakar Šída miêu tả khoa học đầu tiên năm 2015.

## Mẫu định danh
Mẫu định danh: Trần Hữu Đăng, Lê Công Kiệt, Nguyễn Duy Linh, Otakar Šída, Vũ Huy Đức 361; thu thập ngày 20 tháng 7 năm 2010 ở cao độ 1.155 m, tọa độ 14°44′25″B 108°14′22″Đ / 14,74028°B 108,23944°Đ, xã Măng Cành, huyện Kon Plông, tỉnh Kon Tum, Việt Nam. Mẫu holotype lưu giữ tại Vườn Thực vật Singapore (SING), các isotype lưu giữ tại Vườn Thực vật Hoàng gia tại Edinburgh (E) và Bảo tàng Tự nhiên Quốc gia Việt Nam ở Hà Nội (VNMN).

## Phân bố
Loài đặc hữu tỉnh Kon Tum, Việt Nam. Loài cây thảo thân rễ này mọc trong rừng lá rộng thường xanh miền núi ở cao độ từ 1.150 đến 1.500 m. Ra hoa tháng 6-7.

## Mô tả
Với cụm hoa đầu cành, nó thuộc về tổ Dymczewiczia. Giống như Z. castaneum với cụm hoa đầu cành có lá, nhưng khác ở chỗ cụm hoa không rõ cuống; phiến lá xanh lục sẫm, các lá bắc xếp lợp lên nhau; đầu bẹ lá màu nâu đỏ, có lông mi; đài, tràng, hai nhị lép bên có màu vàng, cánh môi màu tía, không có đốm trắng.